# 福井雄三
福井 雄三（ふくい ゆうぞう、1953年（昭和28年）7月 - ）は、日本の歴史学者。東京国際大学言語コミュニケーション学部特命教授・特任教授。専門は、国際政治学・日本近代史。

## 来歴
鳥取県倉吉市生まれ。鳥取県立倉吉東高等学校卒業。
東京大学法学部卒業後、ハザマにて勤務。1991年（平成3年）退職し、1992年（平成4年）大阪青山短期大学助教授に就任。
2012年（平成24年）4月、東京国際大学教授に就任。
同年8月29日、安倍晋三が前日に森喜朗を訪ね、自民党総裁選への出馬の意向を伝えたことが報道で明らかとなった。同年9月5日、三宅久之、長谷川三千子、金美齢など保守系の著名人28人は「安倍晋三総理大臣を求める民間人有志の会」を発足させ、安倍の事務所に赴き、出馬要請をした。その後、福井もグループに加入し、メンバーは計37人となった。9月26日、総裁選が実施され、安倍が当選した。

## 著作
- 『現代世界と政治』学術図書出版社、1996年5月。ISBN 4-87361-482-1。 - 参照文献：pp.148-149。
- 『「坂の上の雲」に隠された歴史の真実　明治と昭和の虚像と実像』主婦の友インフォス情報社(出版) 主婦の友社(発売)、2004年10月。ISBN 4-07-244050-7。
  - 『「坂の上の雲」に隠された歴史の真実』主婦の友インフォス情報社(文庫出版) 主婦の友社(発売)、2007年11月。ISBN 978-4-07-258856-7。 - 福井 (2004b)
- 『司馬遼太郎と東京裁判　司馬歴史に潜む「あるイデオロギー」』主婦の友インフォス情報社(出版) 主婦の友社(発売)、2006年8月。ISBN 4-07-253190-1。
  - 『司馬遼太郎の「意外な歴史眼」』主婦の友インフォス情報社(文庫出版) 主婦の友社(発売)、2008年5月。ISBN 978-4-07-260681-0。 - 『司馬遼太郎と東京裁判』を改題
- 『板垣征四郎と石原莞爾　東亜の平和を望みつづけて』PHP研究所、2009年4月。ISBN 978-4-569-70736-5。 - 文献あり。
- 『日米開戦の悲劇　ジョセフ・グルーと軍国日本』PHP研究所、2012年3月。ISBN 978-4-569-80309-8。 - 文献あり。
- 『世界最強だった日本陸軍　スターリンを震え上がらせた軍隊』PHP研究所、2013年2月。ISBN 978-4-569-80861-1。 - 文献あり。
  - 『世界最強だった日本陸軍　スターリンを震え上がらせた軍隊』PHP研究所〈PHP文庫〉、2015年6月。ISBN 978-4-569-76354-5。 - 上記単行判を加筆・訂正し文庫化。
- 『歴史小説の罠　司馬遼太郎、半藤一利、村上春樹』東谷暁 と巻末対談、総和社、2013年12月。ISBN 978-4-86286-075-0。
- 『よみがえる松岡洋右　昭和史に葬られた男の真実』PHP研究所、2016年2月。ISBN 978-4-569-82987-6。
- 『開戦と終戦をアメリカに発した男　戦時外交官加瀬俊一秘録』毎日ワンズ、2020年4月。ISBN 978-4-909447-10-4。
  - 『真珠湾の代償』毎日ワンズ、2022年4月。ISBN 978-4-909447-19-7。改題新書判
- 『捏造だらけの自虐史観　司馬遼太郎、中沢啓治のペテンを暴く』ビジネス社、2024年。ISBN 978-4-8284-2660-0

### 共著
- 西尾幹二、福地惇・柏原竜一と 共著『自ら歴史を貶める日本人』徳間書店〈徳間ポケット〉、2012年12月。ISBN 978-4-19-863529-9。
  - 『自ら歴史を貶める日本人』徳間書店、2021年9月。ISBN 978-4-19-865348-4。 - 新版。

### 訳書
- K.カール・カワカミ『シナ大陸の真相　1931〜1938』展転社、2001年1月。ISBN 4-88656-188-8。経営科学出版、2022年6月 - 原タイトル：Japan in China。
- チャック・ダウンズ『北朝鮮の交渉戦略　板門店38度線上の攻防』植田剛彦 総合監修、日新報道、2002年9月。ISBN 4-8174-0524-4。 - 原タイトル：Over the line。

## 関連文献
- 小田洋太郎、田端元『ノモンハン事件の真相と戦果　ソ連軍撃破の記録』原史集成会(出版) 有朋書院(発売)、2002年7月。ISBN 4-89713-110-3。
- 加藤陽子『それでも、日本人は「戦争」を選んだ』朝日出版社、2009年7月。ISBN 978-4-255-00485-3。
- 北岡俊明『ディベートからみた東京裁判』PHP研究所、2003年7月7日。ISBN 978-4-569-63067-0。
- 司馬遼太郎『故郷忘じがたく候』文藝春秋〈文春文庫〉、2004年10月。ISBN 4-16-766314-7。
- 半藤一利『昭和史 1926-1945』平凡社〈平凡社ライブラリー 671〉、2009年6月。ISBN 978-4-582-76671-4。
- 半藤一利『昭和史 戦後篇(1945-1989)』平凡社〈平凡社ライブラリー 672〉、2009年6月。ISBN 978-4-582-76672-1。

## 関連人物
- 石原莞爾
- 板垣征四郎
- 加藤陽子
- 北岡伸一
- 児島惟謙
- 司馬遼太郎
- ジョセフ・グルー
- 半藤一利